# اچ‌ام‌اس استاگ (۱۷۵۸)
اچ‌ام‌اس استاگ (۱۷۵۸) (به انگلیسی: HMS Stag (1758)) یک کشتی بود که طول آن ۱۲۵ فوت (۳۸٫۱ متر) بود. این کشتی در سال ۱۷۵۸ ساخته شد.